# Бани, Джон Беннетт
Джон Беннетт Бани (англ. John Bennett Bani; род. 1 июля 1941, Пентекост, Пенама) — политик и религиозный деятель Вануату, президент страны с 24 марта 1999 по 24 марта 2004 года.
Бани является англиканским священником с острова Пентекост. На политической сцене с 1970-х годов. Член Союза умеренных партий — консервативной франкоязычной политической партии.
Был избран президентом страны коллегией выборщиков Вануату 24 марта 1999 года, получив в поддержку 43 голоса.